# Polygrammodes supremalis
Polygrammodes supremalis là một loài bướm đêm trong họ Crambidae.